# Tallberga
Tallberga is een plaats in de gemeente Gislaved in het landschap Småland en de provincie Jönköpings län in Zweden. De plaats heeft 63 inwoners (2000) en een oppervlakte van 14 hectare.